# Selenopidae
Los selenópidos (Selenopidae) son una familia de arañas araneomorfas, y la única familia representante de la superfamilia Selenopoidea.
Son conocidas como arañas cangrejo de pared, debido a sus patas laterígradas (o sea, orientadas hacia el frente) y a que pueden moverse de manera parecida a los cangrejos. También son conocidas como arañas aplanadas debido a la morfología característica.
La familia es primariamente tropical, repartidas entre África, Australia, América del Sur, Central, el Caribe, el Mediterráneo y algunas zonas de Asia. El género Anyphops se limita al África subsahariana y el Hovops está confinado en Madagascar.

## Géneros
Según la información recopilada a la fecha 30 de agosto de 2006, la familia consta con 4 géneros y 189 especies; el género con más especies en el Selenops, con 116 y Anyhops con 64 especies.
- Anyphops Benoit, 1968 (África, Madagascar)
- Garcorops Corronca, 2003 (Madagascar, Islas Comores)
- Hovops Benoit, 1968 (Madagascar, Islas Reunión)
- Selenops Latreille, 1819 (América, Asia, África, Mediterráneo)